# Ленина (Волгоградская область)
Ле́нина — посёлок в Котельниковском районе Волгоградской области, административный центр Котельниковского сельского поселения.

## География
Посёлок расположен на левом берегу реки Аксай Курмоярский в 7,7 км к востоку от города Котельниково.

## Население
| 2010 |
| ---- |
| 464  |

## История
Дата основания не установлена. Как хутор Коммуна Ленина впервые упоминается в списке населенных пунктов Котельниковского района Сталинградской области на 12 апреля 1945 года (в составе Котельниковского сельсовета). С 1953 года административный центр Котельниковского сельсовета.